# Simancas (Madrid)
Simancas és un barri de Madrid integrat en el districte de San Blas-Canillejas. Té una superfície de 227,80 hectàrees i una població de 26.646 habitants (2009).
Limita al nord amb Salvador, al sud amb Hellín i Amposta, a l'est amb Canillejas i a l'oest amb Pueblo Nuevo (Ciudad Lineal)
Està delimitat al sud per l'Avinguda de Arcentales, al nord pel carrer d'Alcalá, a l'oest pel carrer Hermanos García Noblejas i a l'est per l'Avinguda de Canillejas a Vicálvaro.
Al barri hi ha una estació de la Línia 7 del metro de Madrid: Estació de Simancas.

## Personatges il·lustres
- Pedro Duque, astronauta.